# Друзья Яны
Друзья Яны (ивр. החברים של יאנה‎) — израильский художественный фильм-драма 1999 года, лауреат израильских и международных премий.

## Сюжет
Семейная пара, беременная Яна и её муж, Фима, заселяются в комнату в квартиру, где уже живёт израильтянин Эли — ловелас и оператор, зарабатывающий съёмками свадеб и прочих торжеств. Заселившись, муж немедленно улетает в Москву, сославшись на улаживание финансовых дел. В соседнюю квартиру заселяется семейная пара (Алик и Люба) с маленьким ребёнком и пожилым инвалидом-колясочником Ицхаком, дедом Любы. Алик придумывает вывозить старика попрошайничать на улицу в военном кителе с орденами, ему в шляпу кидают деньги, что в итоге превращается в значительную сумму. При этом музыкант-баянист Юрий, также родом из бывшего СССР, который стоит на том же перекрёстке, недоволен — теперь ему никто не кидает монетки.
Яна учит иврит и знакомится с Эли, который угощает её кофе и всё время снимает на портативную камеру. Фима звонит и сообщает, что задерживается: он решил украсть деньги, которые Израиль даёт репатриантам на первое время («корзина абсорбции»), и вложить их в некое предприятие. Яна продолжает ждать его и пытается дозвониться, но он не берёт трубку. Её начинает преследовать коллекторское агентство: муж ещё и взял ссуду в банке, коллекторы конфискуют её мебель.
Алик уговаривает Любу позволить ему оставлять дедушку на улице попрошайничать — прохожие кидают ему в шляпу много денег. Эли пытается позвать Яну на свадьбу, но она вместо этого звонит матери Фимы, которая объясняет Яне, что Фима решил остаться в России и советовал ей сделать аборт. Яна идёт на свадьбу, но не может заставить себя веселиться. Она пытается уехать в Россию, но её не выпускают: как у всякой новой иммигрантки, у неё должна быть справка, что она не имеет долгов. Яна пытается пробежать через контроль, но её отправляют в полицию, откуда её вызволяет Эли. Во время очередного конфликта Юрий и Алик начинают драку, а собравшиеся вокруг дети ломают Юрию баян. Яна хочет сделать аборт: сначала пытается забрать залог у квартирной хозяйки, Розы, но та ей отказывает, после чего она одалживает нужную сумму у Эли.
Теперь Яна может начать искать работу, пытается устроиться по объявлению, которое дали Алик и Люба — они ищут женщину, чтобы ухаживать за Ицхаком. Однако место сиделки у неё обманом забирает другой репатриант. Расстроенная Яна ругается с Эли и он случайно роняет антресоли, на которых лежат письма Розы. Из них Яна заключает, что в жизни Розы была какая-то большая любовь, от которой родился сын, однако он погиб в 1967 году под Иерусалимом. Яна звонит Розе и рассказывает об этом, та требует от неё немедленно съехать. Однажды Роза узнаёт попрошайничествующего Ицхака на улице: он и есть её пропавшая большая любовь.
Начинается война в Персидском заливе. Роза пытается уговорить Любу и Алика оставить Ицхака себе, показывает им свои фотографии с ним в молодости, но те считают дедушку способом заработать, собирают вещи и бегут из Тель-Авива, оставляя Ицхака на попечении сиделки. Во время воздушной тревоги Яна и Эли занимаются сексом, утром он гуляет с её собакой. Сиделка Ицхака отказывается оставаться с ним, когда город бомбят, и убегает. Роза забирает Ицхака, кормит его, поит водкой, а затем укладывает рядом с собой спать. Вернувшиеся Алик и Люба выгоняют Розу, Алик хочет переехать в США и там зарабатывать, выставляя Ицхака попрошайничать. Люба отказывается от этого плана, ссорясь с мужем. Теперь они за деньги позволяют Розе днём гулять с ним.
Фима возвращается в Израиль за вещами, но Яна не пускает его в дом и не рассказывает об аборте, после чего он начинает обвинять её в том, что все его проблемы — из-за неё, а затем уезжает. Алик и Люба сообщают Розе, что свидания придётся прекратить — они уезжают. Роза в отчаянии прибегает к Яне и Эли, последний выкрадывает Ицхака и вместе с Розой, Юрием и Яной везёт в сторону пляжа. Люба и Алик гонятся за ними, чтобы сказать — они решили оставить его ей. Ошеломлённая Роза выпускает из рук коляску и Ицхак падает на песок, после чего встаёт и идёт к морю своими ногами.

## Актёры и роли
- Эвелин Каплун — Яна
- Моско Алкалай[англ.] — Ицхак
- Шмиль Бен Ари[англ.] — Юрий Калантаров
- Исраэль Демидов — Фима
- Люси Дубинчик — дочь Юрия
- Эвиатар Лазар[ивр.] — Даниэль
- Нир Леви[ивр.] — Эли
- Валентин Никулин — сосед
- Далия Фридланд[англ.] — Роза
- Владимир Фридман — Алик

## Творческая группа
- Режиссёр — Арик Каплун[ивр.]
- Авторы сценария — Семён Винокур, Арик Каплун
- Композитор — Ави Беньямин[англ.]
- Художники — Ариэль Рошко, Лаура Динолеско
- Оператор — Валентин Белоногов

## Награды и номинации
- Офир (премия Израильской киноакадемии), 1999 — 10 премий, в том числе за лучший фильм, лучшую режиссуру, лучший сценарий, лучшие главные мужскую и женскую роль (Нир Леви, Эвелин Каплун), лучшие мужскую и женскую роль второго плана (Моско Алкалай, Далия Фридланд)[1]
- Кинофестиваль в Карловых Варах, 1999 — «Хрустальный глобус» за лучший фильм, премия за лучшее исполнение главной женской роли (Эвелин Каплун), особое упоминание международного жюри (Арик Каплун)
- Кинофестиваль в Иерусалиме, 1999 — приз Волджина за лучший фильм
- Синеманила (Манила), 2000 — приз большого жюри (Арик Каплун), приз за лучшее исполнение женской роли (Эвелин Каплун)
- Кинофестиваль в Париже, 2000 — номинация на Гран-при
- Фестроя (Сетубал, Португалия), 2000 — номинация на «Золотой дельфин»